# Campeonato Mundial de Inline Freestyle
El Campeonato Mundial de Inline Freestyle (renombrado Campeonato Mundial de Inline Slalom en 2023) es la mayor competencia mundial referente al Inline Freestyle. Está organizada por World Skate, entidad que regula deportes sobre patines de rueda, quien a su vez está avalada por el COI, por lo que el deporte está considerado como potencial ingreso a los Juegos Olímpicos. Si bien el deporte cuenta con mayor antigüedad, World Skate empezó a sancionar el campeonato del mundo en 2015.

## Ediciones
| Año  | Lugar                   |
| ---- | ----------------------- |
| 2015 | Turín, Italia           |
| 2016 | Bangkok, Tailandia      |
| 2017 | Nankín, China           |
| 2018 | Arnhem, Países Bajos    |
| 2019 | Barcelona, España       |
| 2022 | Buenos Aires, Argentina |
| 2023 | Shanghái, China         |
| 2024 | Roma, Italia            |

## Medallistas

### Masculino

#### Eslalon clásico
| Evento | Oro                            | Plata                             | Bronce                            |
| ------ | ------------------------------ | --------------------------------- | --------------------------------- |
| 2015   | Sergey Timchenko · Rusia ·     | Alexandr Timchenko · Rusia ·      | Sawangsri Kanchanok Tailandia     |
| 2016   | Sergey Timchenko · Rusia ·     | Ye Hao Qin China                  | Alexandr Timchenko · Rusia ·      |
| 2017   | Zhang Hao China                | Ye Hao Qin China                  | Hsieh Mu-lun República de China   |
| 2018   | Zhang Hao China                | Masayoshi Shibagaki Japón         | Lorenzo Guslandi · Italia ·       |
| 2019   | Zhang Hao China                | Lorenzo Guslandi · Italia ·       | Valerio Degli Agostini · Italia · |
| 2022   | Chou Po-wei República de China | Lorenzo Guslandi · Italia ·       | Valerio Degli Agostini · Italia · |
| 2023   | Zhang Hao China                | Lorenzo Demuru · Italia ·         | Gu Kunqi China                    |
| 2024   | Zhang Hao China                | Valerio Delgi Agostini · Italia · | Lorenzo Guslandi · Italia ·       |

#### Batalla
| Evento | Oro                            | Plata                          | Bronce                            |
| ------ | ------------------------------ | ------------------------------ | --------------------------------- |
| 2015   | Sergey Timchenko · Rusia ·     | Ye Hao Qin China               | Alexandr Timchenko · Rusia ·      |
| 2016   | Sergey Timchenko · Rusia ·     | Alexandr Timchenko · Rusia ·   | Ye Hao Qin China                  |
| 2017   | Zhang Hao China                | Sergey Timchenko · Rusia ·     | Valerio Degli Agostini · Italia · |
| 2018   | Zhang Hao China                | Lorenzo Guslandi · Italia ·    | Valerio Degli Agostini · Italia · |
| 2019   | Zhang Hao China                | Lorenzo Guslandi · Italia ·    | Artem Pusanov · Rusia ·           |
| 2022   | Lorenzo Demuru · Italia ·      | Chou Po-wei República de China | Lorenzo Guslandi · Italia ·       |
| 2023   | Lorenzo Demuru · Italia ·      | Zhang Hao China                | Pau Bosch Coll · España ·         |
| 2024   | Chou Po-wei República de China | Zhang Hao China                | Lorenzo Demuru · Italia ·         |

#### Speed Slalom
| Evento | Oro                               | Plata                             | Bronce                             |
| ------ | --------------------------------- | --------------------------------- | ---------------------------------- |
| 2015   | Ye Hao Qin China                  | Pan Yu Shuo China                 | Giron Raphael Francia              |
| 2016   | Yusuo Pan China                   | Savio Brivio · Italia ·           | Wu Dong Yan República de China     |
| 2017   | Zhang Hao China                   | Chen Yu-chi República de China    | Xiao Bing-sheng República de China |
| 2018   | Yu Jun Yan China                  | Jimmy Fort Francia                | Chen Yu-chi República de China     |
| 2019   | Yu Jun Yan China                  | Amir Savari Jamalouei Irán        | Reza Lesani Irán                   |
| 2022   | Chen Yu-hsiang República de China | Valerio Degli Agostini · Italia · | Yang Tseng-chih República de China |
| 2023   | Reza Lesani Irán                  | Zhang Hao China                   | Parnthep Rujirek Tailandia         |
| 2024   | Amir Savari Jamalouei Irán        | Yu Fu China                       | Zhang Hao China                    |

#### Derrapes
| Evento | Oro                            | Plata                              | Bronce                         |
| ------ | ------------------------------ | ---------------------------------- | ------------------------------ |
| 2015   | Huang Hai Yang China           | Phuri Senarat Tailandia            | Chawis Rompo Tailandia         |
| 2016   | Huang Hai Yang China           | Chawis Rompo Tailandia             | Phuri Senarat Tailandia        |
| 2017   | Huang Hai Yang China           | Phuri Senarat Tailandia            | Enrique Rubio Mesas · España · |
| 2018   | Enrique Rubio Mesas · España · | Denis Shiribokov · Rusia ·         | Phuri Senarat Tailandia        |
| 2019   | Phuri Senarat Tailandia        | Enrique Rubio Mesas · España ·     | Huang Hai Yang China           |
| 2022   | Carlos Nelson Caro · España ·  | Herbert Ignacio Espinoza · Chile · | He Bing-han República de China |
| 2023   | Enrique Rubio Mesas · España · | Liao Yu-de República de China      | Hu Wenfeng China               |
| 2024   | José García Díaz · España ·    | Enrique Rubio Mesas · España ·     | Qu Jiang Ping China            |

#### Salto de altura
| Evento | Oro                         | Plata                       | Bronce                        |
| ------ | --------------------------- | --------------------------- | ----------------------------- |
| 2015   | Thomas Rataud Francia       | Gianmarco Savi · Italia ·   | Alexandre Fantuz Francia      |
| 2016   | Thomas Rataud Francia       | Florian Petitcollin Francia | Herve Guillou Francia         |
| 2017   | Dame Fall Senegal           | Florian Petitcollin Francia | Gianmarco Savi · Italia ·     |
| 2018   | Florian Petitcollin Francia | Alessio Bianzale · Italia · | Matteo Pallazzi · Italia ·    |
| 2019   | Florian Petitcollin Francia | Dame Fall Senegal           | Jean Pierre Ngor Sarr Senegal |
| 2022   | Dame Fall Senegal           | Florian Petitcollin Francia | Gianmarco Savi · Italia ·     |
| 2023   | Dame Fall Senegal           | Gianmarco Savi · Italia ·   | Florian Petitcollin Francia   |
| 2024   | Dame Fall Senegal           | Gianmarco Savi · Italia ·   | Jean Pierre Ngor Sarr Senegal |

### Femenino

#### Eslalon clásico
| Evento | Oro                 | Plata                             | Bronce                            |
| ------ | ------------------- | --------------------------------- | --------------------------------- |
| 2015   | Su Fei Qian China   | Daria Kuznetsova · Rusia ·        | Maryna Boiko · Ucrania ·          |
| 2016   | Meng Yun China      | Daria Kuznetsova · Rusia ·        | Klaudia Hartmanis · Polonia ·     |
| 2017   | Feng Hui China      | Daria Kuznetsova · Rusia ·        | Su Fei Qian China                 |
| 2018   | Su Fei Qian China   | Chiu Yin-hsuan República de China | Daria Kuznetsova · Rusia ·        |
| 2019   | Su Fei Qian China   | Daria Kuznetsova · Rusia ·        | Klaudia Hartmanis · Polonia ·     |
| 2022   | Mika Moritoki Japón | Klaudia Hartmanis · Polonia ·     | Chiu Yin-hsuan República de China |
| 2023   | Mika Moritoki Japón | Liu Jiaxin China                  | Laura Oria Albelda · España ·     |
| 2024   | Liu Jiaxin China    | Qin Yu Ying China                 | Victoria Andŕes Jofre · España ·  |

#### Batalla
| Evento | Oro                              | Plata                            | Bronce                           |
| ------ | -------------------------------- | -------------------------------- | -------------------------------- |
| 2015   | Daria Kuznetsova · Rusia ·       | Su Fei Qian China                | Ksenia Dubinchik · Rusia ·       |
| 2016   | Daria Kuznetsova · Rusia ·       | Ksenia Dubinchik · Rusia ·       | Klaudia Hartmanis · Polonia ·    |
| 2017   | Daria Kuznetsova · Rusia ·       | Wang Ding Yu Xin China           | Klaudia Hartmanis · Polonia ·    |
| 2018   | Vasilisa Maslova · Bielorrusia · | Daria Kuznetsova · Rusia ·       | Zoé Granjon Francia              |
| 2019   | Su Fei Qian China                | Mika Moritoki Japón              | Vasilisa Maslova · Bielorrusia · |
| 2022   | Klaudia Hartmanis · Polonia ·    | Mika Moritoki Japón              | Paula Royo Martínez · España ·   |
| 2023   | Liu Jiaxin China                 | Laura Oria Albelda · España ·    | Mika Moritoki Japón              |
| 2024   | Liu Jiaxin China                 | Victoria Andrés Jofre · España · | Laura Oria Albelda · España ·    |

#### Speed Slalom
| Evento | Oro                              | Plata                             | Bronce                             |
| ------ | -------------------------------- | --------------------------------- | ---------------------------------- |
| 2015   | Zoé Granjon Francia              | Wang Tzu-chien República de China | Liang Hsuan-min República de China |
| 2016   | Barbara Bossi · Italia ·         | Lu Qianqian China                 | Cristina Rotunno · Italia ·        |
| 2017   | Chen Pei-yi República de China   | Laya Arabi Irán                   | Lo Pei-yu República de China       |
| 2018   | Lily Granjon Francia             | Wang Jia-wei República de China   | Chen Pei-yi República de China     |
| 2019   | Chen Pei-yi República de China   | Lo Pei-yu República de China      | Elisa Paoli · Italia ·             |
| 2022   | Liu Chiao-tsi República de China | Chen Pei-yi República de China    | Laurine Moreno Francia             |
| 2023   | Liu Chiao-tsi República de China | Ting Yu-en República de China     | Taraneh Ahmadi Irán                |
| 2024   | Taraneh Ahmadi Irán              | Liu Chiao-tsi República de China  | Esfahane Romina Salek Irán         |

#### Derrapes
| Evento | Oro                                 | Plata                          | Bronce                              |
| ------ | ----------------------------------- | ------------------------------ | ----------------------------------- |
| 2015   | Bohdana Hotsko · Ucrania ·          | Natalia Krykova · Rusia ·      | Chiara Lualdi · Italia ·            |
| 2016   | Nichakan Chinupun Tailandia         | Olga Fokina · Rusia ·          | Guan Yingying China                 |
| 2017   | Nichakan Chinupun Tailandia         | Natalia Krykova · Rusia ·      | Guan Yingying China                 |
| 2018   | Natalia Krykova · Rusia ·           | Bohdana Hotsko · Ucrania ·     | Nichakan Chinupun Tailandia         |
| 2019   | Olga Fokina · Rusia ·               | Bohdana Hotsko · Ucrania ·     | Anna Kukushkina · Rusia ·           |
| 2022   | Bohdana Hotsko · Ucrania ·          | Liu Chen-yu República de China | Matilde Terenzi San Marino          |
| 2023   | Inmaculada García Moreno · España · | Ding Yuxiu China               | Matilde Terenzi San Marino          |
| 2024   | Rosa María Vela Farfan · España ·   | Sofiia Kytaihora · Ucrania ·   | Inmaculada García Moreno · España · |

#### Salto de altura
| Evento | Oro                                                    | Plata                              | Bronce                             |
| ------ | ------------------------------------------------------ | ---------------------------------- | ---------------------------------- |
| 2015   | Maeliss Conan Francia                                  | Claudia Massara · Italia ·         | Maud Oguey Francia                 |
| 2016   | Maeliss Conan Francia                                  | Marina Oliveras Argibay · España · | Aurianne Daries Francia            |
| 2017   | Awa Balde Senegal                                      | Maeliss Conan Francia              | Marina Oliveras Argibay · España · |
| 2018   | Marina Oliveras Argibay · España ·                     | Maeliss Conan Francia              | Elisa Paoli · Italia ·             |
| 2019   | Awa Balde Senegal                                      | Maeliss Conan Francia              | Marina Oliveras Argibay · España · |
| 2022   | Maeliss Conan Francia                                  | Francesca Brivio · Italia ·        | Aline Sayuri Saito · Brasil ·      |
| 2023   | Francesca Brivio · Italia ·                            | Mayrin Burasovitch Francia         | Matilde Arosio · Italia ·          |
| 2024   | Alena Efimova · Atletas Individuales Neutrales (AIN) · | Francesca Brivio · Italia ·        | Awa Balde Senegal                  |

### Abierto/Mixto

#### Parejas
| Evento | Oro                                                  | Plata                                            | Bronce                                               |
| ------ | ---------------------------------------------------- | ------------------------------------------------ | ---------------------------------------------------- |
| 2015   | Guo Fang / Zhang Hao China                           | Andrea Rotunno / Nicolas Quiriconi · Italia ·    | Yu Jin Seong / Kim Jun Kyeom Corea del Sur           |
| 2016   | Lorenzo Guslandi / Valerio Degli Agostini · Italia · | Zhang Hao / Ye Hao Qin China                     | Taiki Shibagaki / Masayoshi Shibagaki Japón          |
| 2017   | Zhang Hao / Ye Hao Qin China                         | Gu Kun Qi / Zeng Chen Yu China                   | Lorenzo Guslandi / Valerio Degli Agostini · Italia · |
| 2018   | Lorenzo Guslandi / Valerio Degli Agostini · Italia · | Zhang Hao / Ye Hao Qin China                     | Chiu Yin-hsuan / Hsieh Mu-lun República de China     |
| 2019   | Lorenzo Guslandi / Valerio Degli Agostini · Italia · | Gu Kun Qi / Zeng Chen Yu China                   | Taiki Shibagaki / Masayoshi Shibagaki Japón          |
| 2022   | Lorenzo Guslandi / Valerio Degli Agostini · Italia · | Aleksandra Lisiecka / Justyna Teczar · Polonia · | Chen Chien-ting / Hou Chun-yen República de China    |
| 2023   | Kuang Ningxin / Wang Anqi China                      | Zhu Siyi / Zhang Hao China                       | Mika Moritoki / Taiki Shibagaki Japón                |
| 2024   | Zhu Siyi / Xu Xiao Xiao China                        | Wang An Qi / Kuang Ning Xin China                | Li Ran / Sun Xin Zhao China                          |